# Institut de France
Institut de France är ett lärt sällskap i Frankrike, som fungerar som paraplyorganisation för fem akademier av vilka Franska akademien torde vara den mest berömda. Det grundades 25 oktober 1795.
Institutet organiserar omkring 1 000 stiftelser, museer och slott, samt utdelar priser och stipendier. Institutet utgörs dels av akademierna, och dels av en byrå som fungerar som styrelse, samt av en administrativ enhet. Byrån, och därmed institutet, leds av en president och en kansler. Kanslerämbetet inrättades först 1952, och sedan 2005 innehar historikern och statsmannen Gabriel de Broglie ämbetet. Institutets administration leds av en president, som i regel omväljs varje år och kan inte bli omvald.
Medlemmar av institutet är desamma som i akademierna. Intitutets byrå har dock endast tolv medlemmar vilka samtliga är presidenter, direktörer och ständiga sekreterare i någon akademi, bortsett från institutets kansler och president.
Royal Society of Canada bildades 1882 med Institut de France och Royal Society i London som förebild.

## Akademier
- Franska akademien (Académie française), grundad 1635
- Académie des inscriptions et belles-lettres, grundad 1663
- Franska vetenskapsakademien (Académie des sciences), grundad 1666
- Académie des Beaux-Arts, bildad 1816 genom sammanslagning av
  - Académie de peinture et de sculpture grundad 1648
  - Académie de musique grundad 1669
  - Académie d'architecture grundad 1671
- Académie des sciences morales et politiques grundad 1795, förbjuden 1803, återinstiftad 1832

## Medlemmar av intitutets byrå
- Institutets president
- Gabriel de Broglie, kansler för Institut de France, ledamot av Franska akademien
- André Damien, president för Académie des sciences morales et politiques
- René Rémond, direktör för Franska akademien
- Jacques Jouanna, president för Académie des inscriptions et belles-lettres
- Édouard Brézin, president för Franska vetenskapsakademien
- François-Bernard Michel, president för Académie des beaux-arts
- Hélène Carrère d'Encausse, ständig sekreterare vid Franska akademien
- Jean Leclant, ständig sekreterare vid Académie des inscriptions et belles-lettres
- Jean-François Bach, ständig sekreterare vid Franska vetenskapsakademien
- Jean Dercourt, ständig sekreterare vid Franska vetenskapsakademien
- Arnaud d'Hauterives, ständig sekreterare vid Académie des beaux-arts
- Michel Albert, ständig sekreterare vid Académie des sciences morales et politiques